# Église Notre-Dame de Trouville
L'église Notre-Dame est une église catholique située dans la commune de Trouville, en France.

## Localisation
L'église est située à Trouville, commune du département français de la Seine-Maritime, rue de l'église.

## Historique
L'édifice date du XIIIe siècle. L'inauguration a lieu le 25 avril 1252.
La nef est modifiée au XVIIIe siècle.
En 1825 la commune fusionne avec Alliquerville.
L'édifice est inscrit partiellement au titre des monuments historiques depuis le 19 juillet 1926 : le clocher et le chœur font l'objet de l'inscription.
L'église d'Alliquerville est détruite dans les années 1960.

## Description
L'édifice est en pierre.
Le chœur et les fonts baptismaux date de l'édifice médiéval.